# 五十集
五十集（いさば）とは、磯場とも書き、漁場、魚市場、魚商人や水産加工業者の意味で共通して用いた用語。
江戸時代中期以降には、魚問屋や魚の仲買人をさすようになった。
- 五十集屋　乾魚・塩魚の商店、または、その業の人。
- いさば舟　西日本沿岸部で行商や運搬に用いれた舟。